# Miss France 1999
Miss France 1999 est la 69e élection de Miss France. Elle se déroule le 10 décembre 1998 à l'Opéra national de Lorraine à Nancy. La cérémonie est diffusée en direct sur TF1 et est présentée par Jean-Pierre Foucault pour la 4e année consécutive.
Mareva Galanter, Miss Tahiti 1998 remporte le titre et succède à Sophie Thalmann, Miss France 1998.

## Classement final
| Résultats        | Candidates | Concours internationaux         |
| ---------------- | --- | ------------------------------- |
| Miss France 1999 | - Miss Tahiti - Mareva Galanter | Non-classée à Miss Univers 1999 |
| 1re dauphine     | - Miss Paris - Pamela Semmache | Top 15 à Miss Europe 1999       |
| 2e dauphine      | - Miss Berry - Amélie Rudler |                                 |
| 3e dauphine      | - Miss Bourgogne - Célia Jourdheuil |                                 |
| 4e dauphine      | - Miss Provence - Jennifer Willey |                                 |
| Top 15           | - Miss Anjou - Maud Perrochon (5e dauphine) - Miss Normandie - Émilie Duvivier (6e dauphine) - Miss Guyane - Sabrina Louis - Miss Île de France - Fany Trueba - Miss Pays de Loire - Aude Rautureau - Miss Picardie - Sophie Vanharen - Miss Touraine-Sologne - Bérangère Clément |                                 |

### Prix attribués
| Prix                                  | Candidates                              |
| ------------------------------------- | --------------------------------------- |
| Prix du Charme Pétillant Raoul Collet | Miss Pays de Savoie - Christine Lavault |
| Prix de la Coiffure Saint-Algue       | Miss Île de France - Fany Trueba        |
| Prix du Costume Régional              | Miss Lyon - Hélène Néron-Bancel         |
| Prix de la Sympathie                  | Miss Corse - Dany Casella               |

## Ordre d'annonce des finalistes
| 1. Miss Paris 2. Miss Pays de Loire 3. Miss Anjou 4. Miss Normandie 5. Miss Guyane 6. Miss Tahiti 7. Miss Bourgogne 8. Miss Île de France 9. Miss Touraine-Sologne 10. Miss Berry 11. Miss Provence 12. Miss Picardie | 1. Miss Berry 2. Miss Tahiti 3. Miss Paris 4. Miss Bourgogne 5. Miss Provence |

## Préparation
Le voyage de préparation a lieu à la Martinique.
L'élection se tient à l'Opéra national de Lorraine, à Nancy, dans la région d'origine de Miss France 1998 Sophie Thalmann,.

## Déroulement
Les candidates ouvrent la cérémonie en costume régional, puis est diffusé leur portrait par groupe de 15 candidates, entrecoupé par la présentation du jury. Les candidates défilent ensuite en maillot de bain puis en robe de soirée. Les 12 demi-finalistes sont annoncées. Elles défilent en robe de soirée et sont interrogées par Jean-Pierre Foucault. Les 12 demi-finalistes défilent ensuite en maillot de bain, puis le top 5 est annoncé. Les cinq finalistes prennent par à un tableau portant des chapeaux de Jean Barthet, puis défilent une dernière fois en robe de soirée avant l'annonce des résultats.
Sacha Distel, Zazie, le groupe Alliage ainsi que l'acrobate Oleg Izossimov se produisent durant l'élection.

## Jury
| Membre                   | Notes                                     |
| ------------------------ | ----------------------------------------- |
| Stéphane Bern            | animateur                                 |
| Marie Myriam             | Chanteuse, gagnante de l'Eurovision 1977  |
| Stéphane Bonnet          | Acteur                                    |
| Valérie Wiet-Henin       | Boxeuse et taekwondoïste                  |
| Pascal Morabito          | Joaillier, créateur                       |
| Laure Belleville         | Miss France 1996                          |
| Didier Six               | Footballeur                               |
| Sabrina Belleval         | Miss France 1982                          |
| Patrick Mahé             | Directeur de la rédaction de Télé 7 jours |
| Sacha Distel (président) | Chanteur et animateur                     |

## Candidates
| Région                      | Nom                 | Élue à                   | Âge    | Taille | Résidence                |
| --------------------------- | ------------------- | ------------------------ | ------ | ------ | ------------------------ |
| Miss Albigeois              | Virginie Figueiredo | Lisle-sur-Tarn           | 18 ans | 1,74 m | Andillac                 |
| Miss Alsace                 | Cindy Wolff         | Hagenthal-le-Haut        | 18 ans | 1,71 m |                          |
| Miss Anjou                  | Maud Perrochon      | Vern-d'Anjou             | 22 ans | 1,81 m | Saint-Christophe-du-Bois |
| Miss Aquitaine              | Stéphanie Amano     | Marmande                 | 18 ans | 1,82 m | Sainte-Marthe            |
| Miss Auvergne               | Mathilde Dupré      | Néris-les-Bains          | 20 ans | 1,83 m | Cusset                   |
| Miss Berry                  | Amélie Rudler       | Châteauroux              | 18 ans | 1,75 m | Châteauroux              |
| Miss Bourgogne              | Célia Jourdheuil    | Chalon-sur-Saône         | 20 ans | 1,80 m | Dijon                    |
| Miss Bretagne               | Virginie Radier     | Lannion                  | 19 ans | 1,79 m | Ploulec'h                |
| Miss Camargue               | Marion Perbost      | Vergèze                  | 18 ans | 1,75 m |                          |
| Miss Cévennes               | Christelle Goeury   | Anduze                   | 22 ans | 1,78 m |                          |
| Miss Champagne              | Cécile Guyot        | Aÿ champagne             | 20 ans | 1,80 m | Jasseines                |
| Miss Comminges              | Roxane Delbès       | Saint-Gaudens            | 21 ans | 1,78 m | Montréjeau               |
| Miss Corse                  | Dany Casella        | Porticcio                | 21 ans | 1,72 m | Grosseto-Prugna          |
| Miss Côte d'Azur            | Gaëlle Robert       | Cagnes-sur-Mer           | 18 ans | 1,81 m |                          |
| Miss Côte Basque            | Sandrine Vacchiero  | Biarritz                 | 20 ans | 1,70 m |                          |
| Miss Flandre                | Vanessa Agez        | Dunkerque                | 18 ans | 1,73 m | Gravelines               |
| Miss Franche-Comté          | Laetitia Creusot    | Morvillars               | 20 ans | 1,81 m | Couthenans               |
| Miss Gascogne               | Sandra Foutel       | Dax                      | 22 ans | 1,75 m | Labenne                  |
| Miss Guadeloupe             | Suzanne Galin       | Saint-François           | 21 ans | 1,74 m | Les Abymes               |
| Miss Guyane                 | Sabrina Louis       | Cayenne                  | 19 ans | 1,79 m |                          |
| Miss Hainaut                | Fleur Wiadereck     | Valenciennes             | 20 ans | 1,72 m |                          |
| Miss Île-de-France          | Fany Trueba         | Ozoir-la-Ferrière        | 19 ans | 1,75 m | Saâcy-sur-Marne          |
| Miss Languedoc              | Séverine Perpina    | Carnon                   | 19 ans | 1,74 m | Mireval                  |
| Miss Loire-Forez            | Sandy Dalhéry       | Saint-Galmier            | 21 ans | 1,75 m |                          |
| Miss Lorraine               | Karine Meier        | Bar-le-Duc               | 18 ans | 1,84 m |                          |
| Miss Lyon                   | Hélène Néron-Bancel | Lyon                     | 22 ans | 1,75 m | Lyon                     |
| Miss Martinique             | Louisiane Pellan    | Fort-de-France           | 21 ans | 1,77 m |                          |
| Miss Midi-Pyrénées-Toulouse | Linda Vogel         | Toulouse                 | 19 ans | 1,76 m | Toulouse                 |
| Miss Normandie              | Émilie Duvivier     | Domfront                 | 21 ans | 1,75 m | Hérouville-Saint-Clair   |
| Miss Orléanais              | Stéphanie Amette    | Montargis                | 23 ans | 1,74 m | Lucé                     |
| Miss Paris                  | Pamela Semmache     | Paris                    | 19 ans | 1,79 m | Villiers-sur-Marne       |
| Miss Pays de l'Ain          | Clothilde Badré     | Bellegarde-sur-Valserine | 19 ans | 1,71 m | Montanges                |
| Miss Pays de Loire          | Aude Rautureau      | Le Pin-en-Mauges         | 18 ans | 1,84 m | Saint-Christophe-du-Bois |
| Miss Pays de Savoie         | Christine Lavault   | Sevrier                  | 22 ans | 1,70 m |                          |
| Miss Pays du Velay          | Sabine Laval        | Monistrol-sur-Loire      | 19 ans | 1,77 m |                          |
| Miss Périgord               | Céline Barbaray     | Bergerac                 | 20 ans | 1,80 m | Ginestet                 |
| Miss Picardie               | Sophie Vanharen     | Saint-Quentin            | 23 ans | 1,73 m | Soissons                 |
| Miss Poitou-Charentes       | Sophie Bernardin    | Angoulins-sur-Mer        | 23 ans | 1,74 m | moncoutant sur sèvre     |
| Miss Provence               | Jennifer Willey     | Marseille                | 20 ans | 1,77 m | Eyguières                |
| Miss Quercy                 | Magalie Menet       | Cahors                   | 20 ans | 1,71 m | Vayrac                   |
| Miss Réunion                | Angélique Marcel    | Saint-Denis              | 18 ans | 1,71 m |                          |
| Miss Rhône-Alpes            | Laure Chalancon     | Genas                    | 20 ans | 1,73 m |                          |
| Miss Tahiti                 | Mareva Galanter     | Papeete                  | 19 ans | 1,78 m | Papeete                  |
| Miss Touraine-Sologne       | Bérangère Clément   | Romorantin-Lanthenay     | 19 ans | 1,82 m |                          |

## Classement

### Premier tour
Le jury à 50 % et le public à 50 % choisissent les cinq candidates qui peuvent encore être élues.
Un classement de 1 à 12 pour la partie jury et un classement à demi de 0,5 à 6 points pour le public sont établis. Une première place vaut 12 points, une seconde 11 points, et la dernière 1 point pour le jury, la même procédure est établie avec les nombres accordés par le public. L’addition des deux classements est alors fait. Les cinq premières restent en course. En cas d’égalité, c’est le classement du jury qui prévaut.
| Miss                  | Public | Jury | Total |
| --------------------- | ------ | ---- | ----- |
| Miss Berry            | 12     | 10   | 22    |
| Miss Tahiti           | 9      | 12   | 21    |
| Miss Paris            | 8      | 11   | 19    |
| Miss Bourgogne        | 10     | 8    | 18    |
| Miss Provence         | 11     | 6    | 17    |
| Miss Anjou            | 6      | 9    | 15    |
| Miss Normandie        | 7      | 3    | 10    |
| Miss Ile-de-France    | 5      | 4    | 9     |
| Miss Pays de Loire    | 1      | 7    | 8     |
| Miss Picardie         | 2      | 5    | 7     |
| Miss Touraine-Sologne | 3      | 2    | 5     |
| Miss Guyane           | 4      | 1    | 5     |

### Deuxième tour
Le public et le jury votent à 50/50.
| Candidate      | Public (35 %) | Jury (65 %) | Résultat Total |
| -------------- | ------------- | ----------- | -------------- |
| Miss Tahiti    | 3,5 %         | 26 %        | 29,5 %         |
| Miss Paris     | 5,25 %        | 19,5 %      | 24,75 %        |
| Miss Berry     | 14 %          | 9,75 %      | 23,75 %        |
| Miss Bourgogne | 10,5 %        | 3,25 %      | 14,25 %        |
| Miss Provence  | 1,75 %        | 6,5 %       | 8,25 %         |

## Controverse
De cette élection naquit une controverse temporaire, Miss Berry ayant largement mené à la suite des 300 000 votes téléphoniques du public, emportant 14% des votes du public contre 3,5% pour Miss Tahiti, supplantés par le vote des 10 jurés comptant pour 2/3 du score final. Le Parisien et France Soir posent la question d'une tricherie, Miss Tahiti aurait, d'après des candidates, été dès l'avant compétition soutenue par l'organisatrice et bénéficié d'une couverture médiatique plus importante. Miss Berry aurait à postériori demandé à ne pas apparaitre dans les résultats.  Le Time et la BBC rapportent la controverse.
L'équipe de Miss France défend la légalité juridique de la décision ainsi que la pondération choisie, affirmant la volonté consciente de contrebalancer les poids démographiques des différentes régions. Une association de téléspectateurs porte l’affaire devant les tribunaux, demandant l'annulation de l'élection. Le groupe avance deux conflits d'intérêt : un jury est indirectement lié à la famille de Miss Tahiti, tandis que la grand-mère de celle-ci connait l'organisatrice, Mme de Fontenay . Le 29 juin 1999, le Tribunal de Grande Instance de Paris déboute les requérants du fait de l'absence de preuve d'un trucage.

## Observations